# Pallenopsis gurjanovi
Pallenopsis gurjanovi is een zeespin uit de familie Pallenopsidae. De soort behoort tot het geslacht Pallenopsis. Pallenopsis gurjanovi werd in 1993 voor het eerst wetenschappelijk beschreven door Pushkin. 